# Olasz
Olasz é um município da Hungria, situado no condado de Baranya. Tem 10,29 km² de área e sua população em 2019 foi estimada em 627 habitantes.